# Joseph Roth
Moses Joseph Roth (n. 2 septembrie 1894, Brodî, Regatul Galiției și Lodomeriei, Austro-Ungaria – d. 27 mai 1939, Paris, Franța) a fost un scriitor austriac. În 1933 a emigrat în Franța. 

## Opera
A scris romane de moravuri în spiritul realismului psihologic, împletind remarca ironică cu melancolia evocării, inspirate din epoca de declin a Imperiului austro-ungar (Radetzkymarsch, 1932 - „Marșul lui Radetzky”; Die Kapuzinergruft, 1938 - „Cripta Capucinilor”) sau din existența dramatică a personajelor obscure (Die Flucht ohne Ende, 1927 - „Evadare fără sfârșit”; Zipper und sein Vater, 1928 - „Zipper și tatăl său”); foiletoane antifasciste. 
Un loc aparte în tematica ficțională a operei lui Joseph Roth îl ocupă problema evreilor, cea a individului în modernitate și cea a Monarhiei Habsburgice în Europa Centrală. Perspectiva lui Roth este una în același timp istorico-politică și alegoric-morală, împletind realismul cu ficțiunea suprarealistă.